# Raiganj (upazila)
Raiganj (en bengali : রায়গঞ্জ) est une upazila du Bangladesh dans le district de Sirajganj. En 1991, on y dénombrait 225 028 habitants.